# Keblanský potok
Keblanský potok je levostranný přítok Svinenského potoka v okresech Český Krumlov a České Budějovice v Jihočeském kraji. Plocha jeho povodí měří 29,7 km².

## Průběh toku
Pramen vodoteče se nachází nedaleko nejvyššího vrcholu Slepičích hor, u hory Kohout. Potok má délku cca 10 km a patří mezi největší přítoky Svinenského potoka (k jejich soutoku dochází u vsi Březí). Na svém toku protéká několika vesnicemi (například Keblany či Dobrkovská Lhotka). Největším přítokem Keblanského potoka je Besednický potok mající délku cca 6 km.